# Ochetomyrmex
Ochetomyrmex (лат.) — род мелких муравьёв (Formicidae) из подсемейства Myrmicinae|.

## Распространение
Южная Америка, Неотропика, в том числе, Аргентина, Боливия, Бразилия, Венесуэла, Гайана, Колумбия, Парагвай, Перу, Эквадор.

## Описание
Мелкие муравьи (длина рабочих около 4 мм, самки до 8 мм) желтоватого цвета. Усики рабочих 11-члениковые с 3-члениковой булавой (у самцов усики из 13 сенгментов). Формула щупиков 3,2. Жвалы с 4 — 5 зубцами. Стебелёк между грудкой и брюшком состоит из двух члеников: петиолюса и постпетиолюса (последний четко отделен от брюшка), жало развито, куколки голые (без кокона).

## Систематика
2 вида. Род с 2015 года относится к трибе Attini. Ранее был в составе Formicoxenini и даже выделялся в самостоятельную трибу Ochetomyrmecini (Wheeler W. M. 1922; Длусский, Федосеева, 1988; Bolton, 1994, 1995).
- Ochetomyrmex neopolitus  Fernández, 2003
- Ochetomyrmex semipolitus Mayr, 1878typus
  - = Ochetomyrmex argentinus (Kusnezov, 1957) (=Brownidris argentinus)
  - = Ochetomyrmex bolivianus (Kusnezov, 1962) (=Brownidris bolivianus)[4]
  - = Ochetomyrmex mayri Forel, 1908
  - = Ochetomyrmex subpolitus (Wheeler, 1916) (=Wasmannia subpolita)

Ранее в составе рода числился малый огненный муравей:
- Ochetomyrmex auropunctatus (Roger, 1863)
  - теперь это Wasmannia auropunctata